# Мадонна с зодиаком
«Мадонна с зодиаком» (итал. Madonna dello Zodiaco) — картина в стиле ренессанса итальянского художника Косме Тура, на которой изображены Богоматерь с младенцем и знаками зодиака. Полотно написано между 1459 и 1463 годами и представляет собой живопись темперой на доске размером 61×41 см. В настоящее время хранится в Галерее Академии в Венеции.

## История
Картина принадлежала семье Бертольди из Мерлары. Существует предположение, что она была написана для старой церкви Святого Николая в Мерларе, от которой в настоящее время сохранились руины. На протяжении нескольких веков этот храм был частной молельней семьи Бертольди. На полотне стоит подпись представителя феррарской живописной школы Косме Туры. Основываясь на стилистических данных и сравнении полотна с другими работами живописца с известной датировкой, некоторые искусствоведы предполагают датой его создания 1480-е годы. В 1896 году картину у семьи Бертольди приобрело государство для Галереи Академии в Венеции

## Описание
На переднем плане картины, внутри фальшивой деревянной рамы, изображена Дева Мария, которая держит на руках спящего младенца Иисуса. Надпись на нижней части фальшивой рамы гласит: «Разбуди своего Сына, сладкая Мать благочестивая, чтобы осчастливить мою душу в конце времён». Призыв к Богородице пробудить ото сна младенца Иисуса намекает на его грядущее воскресение. Другими символами, указывающими на евхаристическую жертву Иисуса, являются, изображённые по бокам, виноградные грозди и щеглы: две виноградные грозди символизируют кровь Христа и напоминают о перенесённых им страстям, а два щегла являются символами воскресения.  
Позади Девы Марии, которая нежным материнским взглядом смотрит на своего спящего сына, в виде арки изображены золотые очертания знаков зодиака, частично утраченные. Они символизирует роль Христа как владыки космического времени — Хронократора. От знаков зодиака сохранились лишь изображения Водолея, Рыб, Стрельца и Девы, которые можно видеть слева от Богородицы. Подобный элемент в иконографии характерен для феррарской живописной школы и свидетельствует об особом интересе к астрологии при дворе феррарских герцогов.
На Деве Марии синий плащ, красная туника и белый плат с прошитыми металлическими складками. Изображение характеризуют чёткие линии и яркая цветовая гамма с эффектом «глазури». В люнете над картиной два ангела держат символ Христа, придуманный святым Бернардином Сиенским.